# Ora (Zypern)
Ora (griechisch Ορά) ist eine Gemeinde im Bezirk Larnaka in Zypern. Im Jahr 2021 hatte sie 190 Einwohner.

## Geographie

### Lage

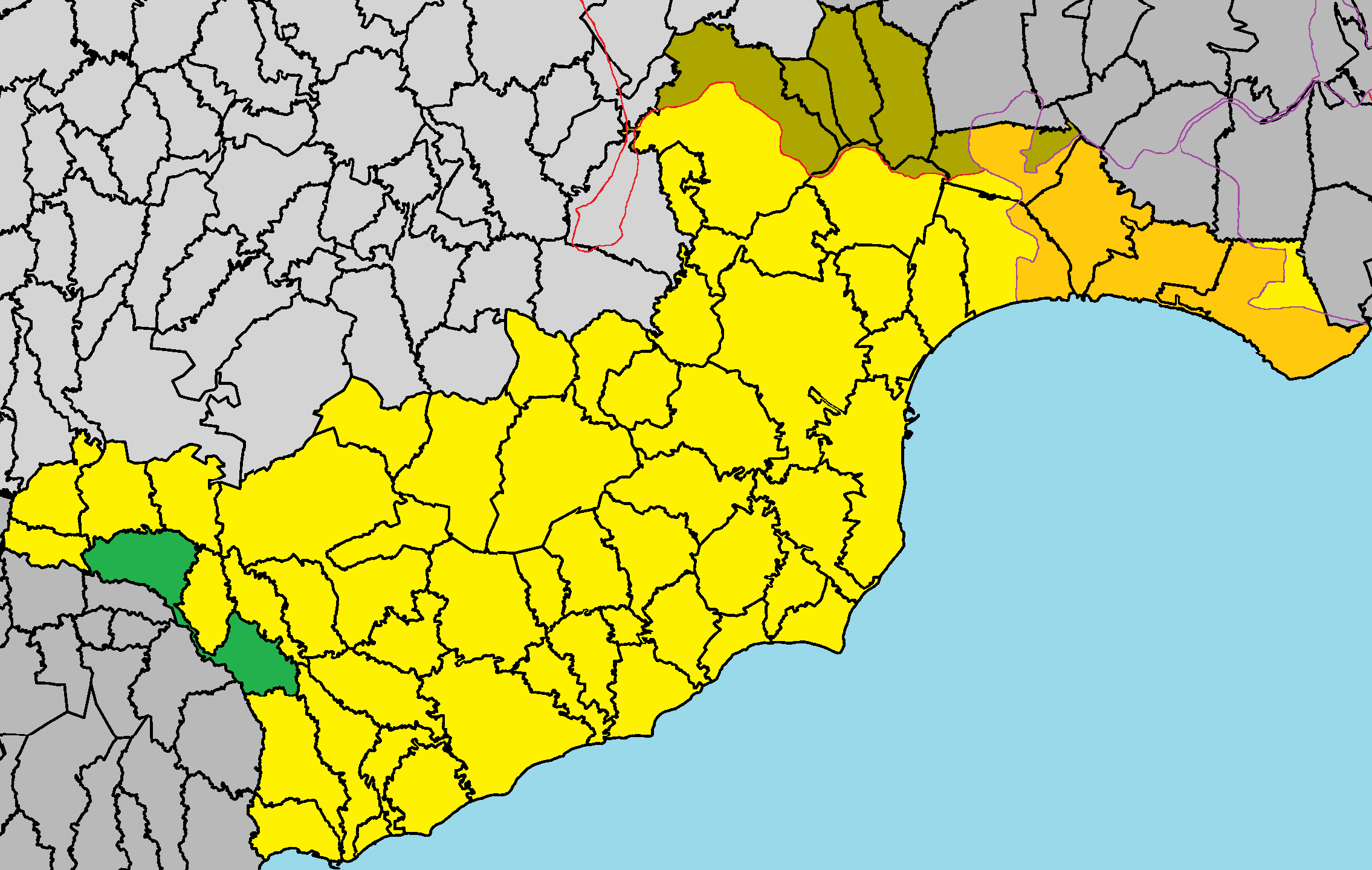
Lage im Bezirk Larnaka

Ora liegt in der Mitte der Insel Zypern am Rand der Region Pitsilia in den südöstlichen Ausläufern des Troodos-Gebirges. Die Gemeinde liegt etwa 38 km südwestlich der Hauptstadt Nikosia, 39 km westlich von Larnaka und 25 km nordöstlich von Limassol. Zum Verwaltungsgebiet von Ora gehören neben der eigentlichen Ortschaft Ora auch die beiden größtenteils verlassenen Siedlungen Parsata und Drapia.
Orte in der Umgebung sind Agii Vavatsinias im Norden, Lagia im Osten, Akapnou und Eptagonia im Bezirk Limassol im Südwesten sowie Melini im Nordwesten.

### Landschaft
Ora liegt auf durchschnittlich 520 Metern Höhe in einer hügeligen Gegend, welche von Norden nach Süden abfällt. Die Täler werden von Bächen durchflossen, die über den Fluss Vasilikos entwässern. Die durchschnittliche jährliche Niederschlagsmenge beträgt rund 614 Millimeter (1951 – 1980). In der Region werden Zitrusfrüchte, Oliven, Johannisbrotbäume, Weinreben, Mandelbäume, einige Obstbäume sowie wenige Futterpflanzen, Hülsenfrüchte und Gemüse angebaut. Der größte Teil der Gemeinde ist jedoch unbewirtschaftet und von vielfältiger natürlicher Vegetation bedeckt, hauptsächlich Kiefern, Steineichen und andere wilde Eichen.

## Verkehr
Die Straßenverbindung zwischen Ora und den umliegenden Dörfern erfolgt aufgrund der steilen Landschaft der Region über Serpentinenstraßen. Im Westen ist es mit dem Dorf Melini (ca. 4 km) verbunden, im Norden mit dem Dorf Agii Vavatsinias (ca. 3 km) und im Südosten mit dem Dorf Lagia (ca. 7 km).